# Артур Чернов
Артур Чернов (нар. 4 червня 1988) — колишній російський тенісист.
Найвищу одиночну позицію світового рейтингу — 589 місце досяг 20 липня 2009, парну — 869 місце — 6 серпня 2007 року.

## Юніорські фінали турнірів Великого шолома

### Парний розряд: 1 (1 поразка)
| Результат | Рік  | Турнір                               | Покриття | Партнер        | Суперник                    | Рахунок       |
| --------- | ---- | ------------------------------------ | -------- | -------------- | --------------------------- | ------------- |
| Поразка   | 2006 | Відкритий чемпіонат Франції з тенісу | Ґрунт    | Валерій Руднєв | Еміліано Масса Нішікорі Кеі | 6–2, 1–6, 2–6 |